# إدوارد إنجي
إدوارد إنجي (بالإنجليزية: Edward Inge)‏ هو عازف ساكسفون أمريكي، ولد في 7 مايو 1906 في كانساس سيتي في الولايات المتحدة، وتوفي في 8 أكتوبر 1988.

## وصلات خارجية
- إدوارد إنجي على موقع ميوزك برينز (الإنجليزية)
- إدوارد إنجي على موقع ديسكوغز (الإنجليزية)